# Albrecht Friedrich von Lempp
Albrecht Friedrich Lempp, ab 1812 von Lempp, (* 19. April 1763 in Stuttgart; † 23. Januar 1819 ebenda) war ein württembergischer Oberamtmann.

Albrecht Friedrich von Lempp

## Leben und Beruf
Albrecht Friedrich von Lempp besuchte von 1769 bis 1778 das Gymnasium in Stuttgart. Von 1778 bis 1784 studierte er Jura an der Hohen Karlsschule. 1784 wurde Lempp Regierungssekretär. Er unternahm mehrere Reisen nach England und Frankreich. 1789 wurde er promoviert. Von 1785 bis 1791 war er Regierungsratsregistrator, von 1788 bis 1791 zugleich auch Dozent und Beisitzer der juristischen Fakultät der Hohen Karlsschule. 1791 übernahm er die Oberamtmannstelle beim Oberamt Kirchheim mit dem Titel Geheimer Rat. 1811 ersuchte er aus gesundheitliche Gründen um Dispens von der persönlichen Anwesenheit bei Feuersbrünsten nach. Stattdessen wurde er gegen seinen Willen als Oberjustizrevisionsrat an das Oberjustizkollegium versetzt.

## Familie
Er heiratete in Ludwigsburg am 20. November 1788 Marie Ludovike Ernestine Mutschler (1768–1850). Der Ehe entstammten die Kinder Ernst Friedrich (* 1791), Therese (* 1793), Ludovike (* 1796), Friederike (* 1799), Ernestine Luise (* 1800), Charlotte Auguste (* 1803) und Eberhard Albrecht (* 1805).

## Ehrungen, Nobilitierung

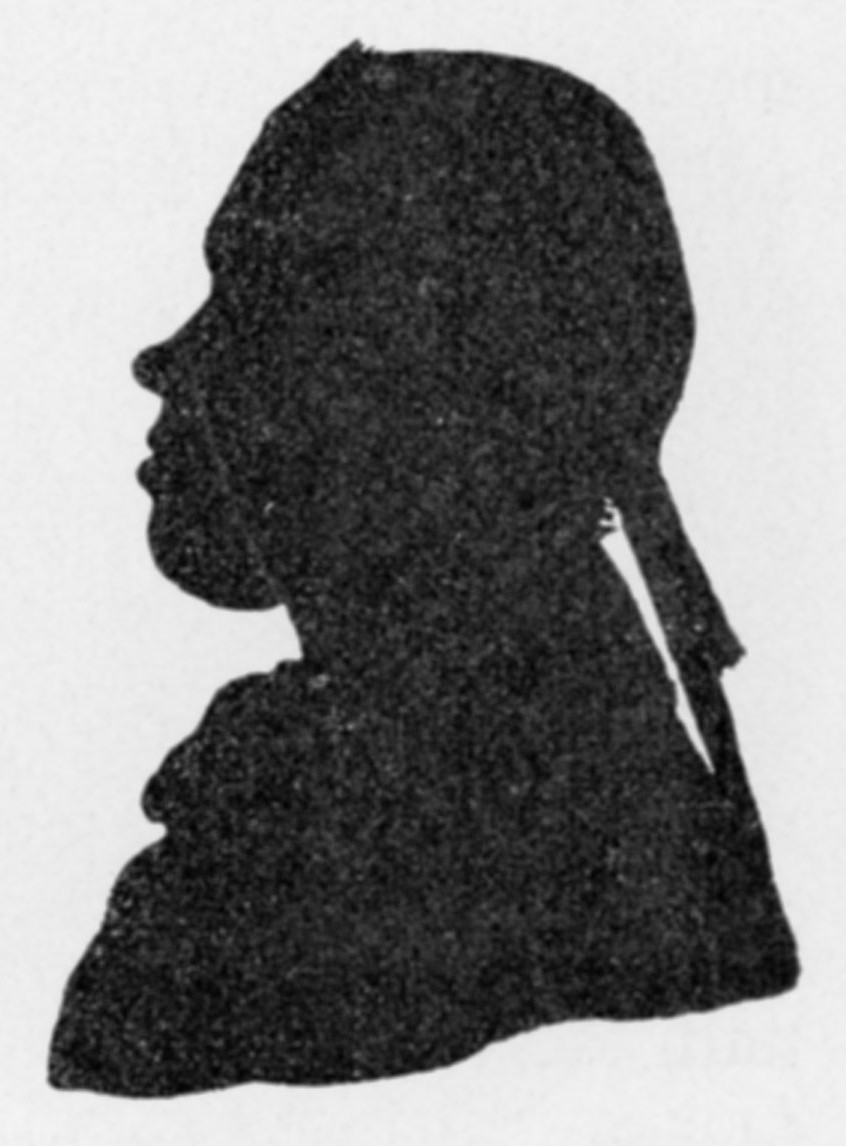
Albrecht Friedrich Lempp, Scherenschnitt, um 1784

Albrecht Friedrich von Lempp wurde am 6. November 1812 mit dem Ritterkreuz des Württembergischen Zivilverdienstordens ausgezeichnet, welches mit dem persönlichen Adelstitel verbunden war.